# Chambardia dautzenbergi
Chambardia dautzenbergi е вид мида от семейство Iridinidae. Видът не е застрашен от изчезване.

## Разпространение и местообитание
Разпространен е в Демократична република Конго и Замбия.
Обитава сладководни басейни и реки.